# 岡田時彦
岡田 時彦（おかだ ときひこ、本名・高橋英一、明治36年（1903年）2月18日  - 昭和9年（1934年）1月16日）は、大正・昭和初期の日本の俳優。無声映画時代を代表する二枚目俳優であった。

## 来歴
東京市神田区宮本町（現・千代田区外神田2丁目）に生まれる。父の放浪癖のため、川崎に3年、茅ヶ崎に1年、その後逗子に移るなど各地を転々とした。大正4年（1915年）に神奈川師範附属小学校を卒業。同級生に江川宇礼雄、国木田虎雄、青柳信雄らがいた。旧制・逗子開成中学校（のち中退）には抜群の成績で入学したが、伊勢佐木町の映画館で観た『名金』に感動して、学業そっちのけで浅草六区に足を運ぶほど映画に熱中した。
大正9年（1920年）、4月に設立され、山下公園に撮影所をもつ横浜の映画会社大正活映（大活）の俳優募集に応募し、17歳で入社。「野羅久良夫」または「野良久良男」の芸名をもらう。大活はハリウッドでの俳優経験をもつトーマス・栗原を撮影監督として、純映画劇の製作を始める。同年8月に公開した、同社設立第一作である栗原監督の『アマチュア倶楽部』で映画デビューを果たす。続いて12月公開の『葛飾砂子』に出演。本名「高橋英一」名義で何本かの短編理想映画に出演し、同社文芸顧問として脚本を担当していた谷崎潤一郎にかわいがられ、「岡田時彦」という芸名をもらう。
大正11年（1922年）、大活は栗原監督病臥のため解散。東京・蒲田の松竹キネマに吸収される。それに伴い、前年にすでに「大活」を退社していた同期入社の内田吐夢（当時俳優）、井上金太郎らのいる、京都へと移る。京都時代には中原中也や長谷川泰子らと親交を持った。帰山教正の映画芸術協会、マキノ省三のマキノ等持院撮影所を経て、兵庫県芦屋の帝国キネマ芦屋撮影所、大阪府下中河内郡小阪町（現在の東大阪市）の帝国キネマ小阪撮影所へと移る。
大正14年（1925年）、小阪撮影所が東邦映画製作所に改組された第一作として、伊藤大輔監督の『煙』に主演する。伊藤監督の主宰する伊藤映画研究所（伊藤大輔プロダクション）に稲垣浩らと三か月ほど住み込みの研究生となる。同年、日活大将軍撮影所に入社した。
大正15年（1926年）2月公開の『紙人形春の囁き』（溝口健二監督）に出演。同作はキネマ旬報ベスト・テン7位に入った。同年10月公開の阿部豊監督のソフィスティケイテッド・コメディ『足にさはつた女』に出演。昭和2年（1927年）3月公開の主演作『彼を繞る五人の女』では岡田嘉子や当時18歳の夏川静江と共演、ベスト・テン2位に入った。モダンでスマートな阿部監督作品にて近代的な知性と憂鬱を漂わせた繊細な演技を披露した。映画誌「映画時代」の同年度のファン投票では当時の大人気スター・阪東妻三郎に400票以上も差をつけて第1位に輝き、トップスターの仲間入りをした。
昭和3年（1928年）、『母いづこ』（阿部豊監督）で入江たか子と共演。11月、『激流』（村田実監督）などで、中野英治とともに昭和初期の典型的なモボ像を確立した。昭和4年（1929年）2月公開の『日本橋』（溝口健二監督）で梅村蓉子と共演。

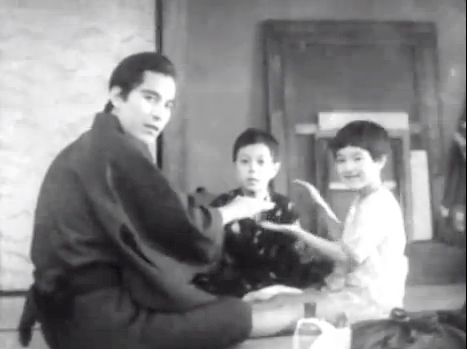
『東京の合唱』（1931年）。左から岡田、菅原秀雄、高峰秀子。

同年、松竹蒲田撮影所へ移る。小津安二郎監督の信頼を受け、『その夜の妻』、『お嬢さん』、『淑女と髯』、『東京の合唱』、『美人哀愁』に出演し、どこにでもいるような小市民を飄々と演じきり、新境地を開拓。松竹蒲田の哀愁とユーもアをたたえた小市民喜劇において才能を発揮した。また、鈴木傳明、高田稔と共に松竹蒲田の三羽烏と呼ばれた。
昭和6年（1931年）9月、28歳のとき、当時の松竹の人気俳優、鈴木傳明、高田稔らとともに退社し、不二映画社およびその撮影所「不二スタジオ」を豊島園に設立、阿部豊監督の作品に主演するが、1年足らずでまもなく解散。
昭和7年（1932年）、宝塚を退団したばかりの田鶴園子と結婚（非入籍）。
昭和8年（1933年）、京都に舞い戻り、かつて大活同期の内田吐夢が発掘した女優入江たか子の「入江ぷろだくしょん」、かつて不二映画社の作品を配給した新興キネマ京都太秦撮影所（帝国キネマ太秦撮影所の後身）に入社し、溝口健二監督の『瀧の白糸』、『祇園祭』に出演した。
同年、長女鞠子（岡田茉莉子）が出生。村田実監督の『青春街』に出演したが、この頃から持病だった結核が悪化、同年12月に大阪市の大阪赤十字病院に入院した。年末にいったん小康を得たものの、昭和9年（1934年）1月16日、兵庫県西宮市の寓居で息を引き取った。満30歳没の早世だった。葬儀では谷崎潤一郎が弔辞を読んだ。墓所は横浜市久保山墓地。
『青春街』のあとに『神風連』（1934年公開）で入江たか子の相手役として主演することが決まっていた。監督の溝口健二は当時病臥に伏していた岡田の回復を二か月の間待っていたが、ついにあきらめて主演を月形龍之介に迎えて撮影を開始したという。

## 人物・エピソード
愛称は本名に由来し、「英パン（エーパン）」だった。端正な容貌から、デビュー当時はルドルフ・ヴァレンティノに因んで「和製バレンチノ」として売り出された。が、一流のスタアになったのは「和製」を返上してからだった。
妻が宝塚歌劇団卒業生田鶴園子、娘が女優岡田茉莉子であることでも知られる。時彦逝去時、娘の茉莉子はまだ満一歳を迎えたばかりであった。以後茉莉子は田鶴が女手ひとつで育て上げた。岡田時彦、岡田茉莉子、両者とも名づけの親は谷崎潤一郎である。
楳図かずおの長編大作・洗礼に"岡田寺彦"という名の俳優が登場する。
昭和4年、雑誌『新青年』6月号に「岡田時彦」名義の探偵小説『偽眼のマドンナ』が掲載されているが、これは「映画俳優が書いた小説」という特集に名前を貸したものであり、実作者は渡辺啓助である。

## おもなフィルモグラフィ
◎印は小津安二郎監督作品

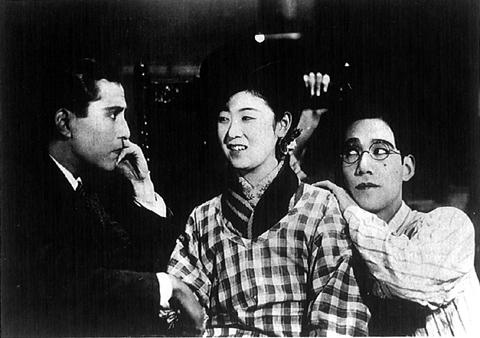
『お嬢さん』（1930年）のスチル写真。左から岡田、田中絹代、斎藤達雄。

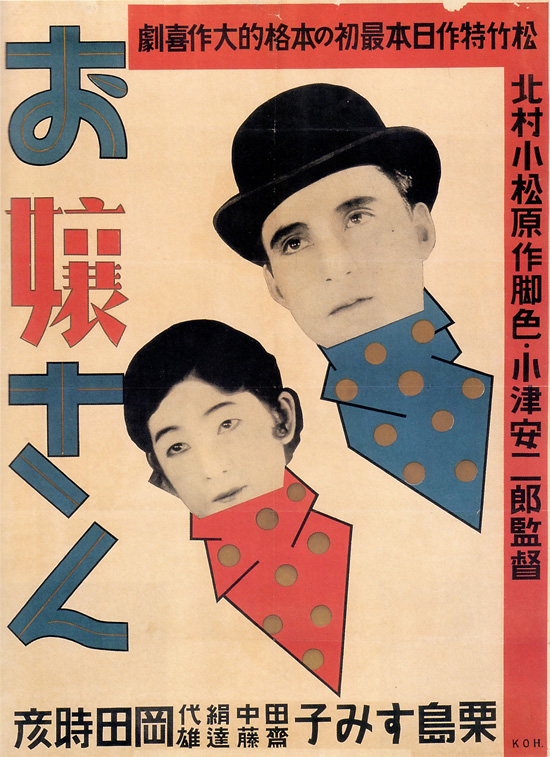
『お嬢さん』ポスター

- アマチュア倶楽部（大正活映、1920年）　※デビュー作
- 葛飾砂子（大正活映、1920年）
- 蛇性の婬（大正活映、1921年）
- 神代の冒険 （映画芸術協会、1922年）
- 懐かしの母（マキノ等持院撮影所、1924年）
- 女に甘き男の群（マキノ等持院撮影所、1924年）
- 林檎（マキノ等持院撮影所、1924年）
- 煙（東邦映画製作所、1925年）
- 人間礼讃（東邦映画製作所、1925年）
- 新生の愛光（日活大将軍撮影所、1926年）
- 女房可愛や（日活大将軍撮影所、1926年）
- 紙人形春の囁き（日活大将軍撮影所、1926年）
- 足にさはった女（日活大将軍撮影所、1926年）
- 彼を繞る五人の女（日活大将軍撮影所、1927年）
- 人形の家（日活大将軍撮影所、1927年）
- 結婚二重奏（日活大将軍撮影所、1928年）
- 維新の京洛 竜の巻 虎の巻（日活太秦撮影所、1928年）
- 激流（日活大将軍撮影所、1928年）
- 近代クレオパトラ（日活大将軍撮影所、1928年）
- からたちの花（日活太秦撮影所、1929年）
- 若者よなぜ泣くか（松竹蒲田撮影所、1930年）
- ◎お嬢さん（松竹蒲田撮影所、1930年）
- ◎その夜の妻（松竹蒲田撮影所、1930年）
- ◎淑女と髯（松竹蒲田撮影所、1931年）
- 夫よなぜ泣くか（松竹蒲田撮影所、1931年）
- ◎美人哀愁（松竹蒲田撮影所、1931年）
- ◎東京の合唱（松竹蒲田撮影所、1931年）
- 天国の波止場（不二映画社、1932年）
- もだん聖書（不二映画社、1932年）
- 瀧の白糸（入江ぷろだくしょん、1933年）
- 祇園祭（新興キネマ、1933年）
- 新しき天（入江ぷろだくしょん、1933年）
- 間貫一（新興キネマ、1933年）
- 青春街（新興キネマ、1933年） ※遺作

## 参考書籍
- 『日本無声映画俳優名鑑』、無声映画鑑賞会編、マツダ映画社監修、アーバン・コネクションズ刊、2005年 ISBN 4900849758